# Mairi
Mairi là một đô thị thuộc bang Bahia, Brasil. Đô thị này có diện tích 905,851 km², dân số năm 2007 là 19103 người, mật độ 21,09 người/km².